# Surinaamse parlementsverkiezingen 1902
De Surinaamse parlementsverkiezingen in 1902 vonden plaats in april van dat jaar. 
In tegenstelling tot voorafgaande verkiezingen konden alle 13 leden voor de Koloniale Staten gekozen worden.
| Kandidaat                                     | Stemmen in de eerste ronde | Stemmen in de tweede ronde | resultaat |
| --------------------------------------------- | -------------------------- | -------------------------- | --------- |
| K.H. Bergen                                   | 205                        | 231                        | x         |
| S.B. Bibaz                                    | 124                        | -                          | x         |
| I. da Costa                                   | 405                        | -                          | gekozen   |
| D. Coutinho                                   | 431                        | -                          | gekozen   |
| F.C. Curiel                                   | 440                        | -                          | gekozen   |
| J.A. Dragten                                  | 253                        | -                          | gekozen   |
| T.L. Ellis                                    | 405                        | -                          | gekozen   |
| F.C. Gefken                                   | 348                        | -                          | gekozen   |
| F.W. Hensen                                   | 232                        | 119                        | x         |
| C.J. Heylidy                                  | 402                        | -                          | gekozen   |
| A. van 't Hoogerhuys                          | 433                        | -                          | gekozen   |
| J.C. Juda                                     | 152                        | -                          | x         |
| F.W. Morren                                   | 245                        | 278                        | gekozen   |
| J.E. Muller                                   | 378                        | -                          | gekozen   |
| J.B. Nassy                                    | 172                        | -                          | x         |
| R.A.P.C. O'Ferrall                            | 87                         | -                          | x         |
| M.S. van Praag                                | 277                        | -                          | gekozen   |
| R.A. Tammenga                                 | 230                        | 293                        | gekozen   |
| W.J. van Voss                                 | 105                        | -                          | x         |
| A.F. Wilmans                                  | 263                        | -                          | gekozen   |
| tientallen personen met minder dan 75 stemmen |                            |                            |           |

Bij deze verkiezingen mochten alleen mannen die aan bepaalde voorwaarden voldeden (censuskiesrecht) stemmen. Bij de eerste ronde waren er 497 geldig uitgebrachte stembiljetten waarbij een kiezer voor meer dan een kandidaat kon stemmen. Er waren dertien zetels te verdelen en om in de eerste ronde gekozen te kunnen worden had een kandidaat de stem nodig van meer dan de helft van de geldig uitgebrachte stembiljetten (minstens 249 stemmen). Elf kandidaten voldeed aan die voorwaarde. Bij de 'herstemming' konden alleen de vier kandidaten die nog niet verkozen waren maar in de eerste ronde de meeste stemmen kregen, meedoen. Hiervan werden de twee kandidaten met de meeste stemmen verkozen tot Statenlid.
Na deze verkiezingen had de Koloniale Staten de volgende dertien leden:
| Naam                 | Gepland jaar van aftreding | Bijzonderheden                                                |
| -------------------- | -------------------------- | ------------------------------------------------------------- |
| C.J. Heylidy         | 1904                       | voorzitter                                                    |
| M.S. van Praag       | 1906                       | in 1903 opgevolgd door J.B. Nassy; vicevoorzitter             |
| I. da Costa          | 1904                       | na vertrek Van Praag vicevoorzitter                           |
| D. Coutinho          | 1904                       |                                                               |
| J.A. Dragten         | 1904                       |                                                               |
| J.E. Muller          | 1904                       | overleed in november 1902, in 1903 opgevolgd door K.H. Bergen |
| F.C. Curiel          | 1906                       |                                                               |
| F.C. Gefken          | 1906                       |                                                               |
| R.A. Tammenga        | 1906                       |                                                               |
| T.L. Ellis           | 1908                       |                                                               |
| A. van 't Hoogerhuys | 1908                       |                                                               |
| F.W. Morren          | 1908                       |                                                               |
| A.F. Wilmans         | 1908                       |                                                               |